# Bistum Raiganj
Das Bistum Raiganj (lateinisch Dioecesis Raigangensis) ist eine in Indien gelegene römisch-katholische Diözese mit Sitz in Raiganj.

## Geschichte
Das Bistum Raiganj wurde am 8. Juni 1978 durch Papst Paul VI. mit der Apostolischen Konstitution Ut Pater aus Gebietsabtretungen des Bistums Dumka errichtet und dem Erzbistum Kalkutta als Suffraganbistum unterstellt.

## Territorium
Das Bistum Raiganj umfasst die Distrikte Uttar Dinajpur und Malda im Bundesstaat Westbengalen.

## Bischöfe von Raiganj
- Leo Tigga SJ, 1978–1986
- Alphonsus D’Souza SJ, 1987–2016
- Fulgence Aloysius Tigga, seit 2018